# 中嶋英夫
中嶋 英夫（なかじま ひでお、1920年（大正9年）10月26日 - 1988年（昭和63年）4月18日）は、昭和期の労働運動家、政治家。衆議院議員。中島と表記される場合がある。

## 経歴
青森県三戸郡三戸町で、中嶋武兵の息子として生まれる。小学校4年次に母の実家の所在地・盛岡市に転居した。1940年（昭和15年）岩手県立盛岡工業学校（現岩手県立盛岡工業高等学校）土木科を卒業し、日本鋼管（現JFEスチール・JFEエンジニアリング）に入社し川崎製鉄所で勤務した。
1946年（昭和21年）1月、日本鋼管労働組合の発会式で書記長に選出され、以後、川崎市労働組合協議会議長、鉄鋼産業労働組合連合会副執行委員長、日本鋼管労働組合執行委員長などを務めた。
政界では、26歳で川崎市議会議員に当選し、1950年（昭和25年）神奈川県議会議員に選出され2期在任した。1958年（昭和33年）5月の第28回衆議院議員総選挙に神奈川県第2区から日本社会党公認で出馬し、川崎市労組の支援を受けて初当選した。以後、第32回総選挙まで再選され、衆議院議員に連続5期在任した。この間、社会党川崎支部長、同神奈川県連合会副会長、同鉄鋼等対策特別副委員長、同財務委員会副委員長、同代議士会副会長、同院内役員会副会長、同選対副委員長などを務めた。ほか、1963年（昭和38年）4月の川崎市長選挙に立候補したが落選した。1972年（昭和47年）12月の第33回総選挙には出馬せず引退し、その後、社会党総務局長に就任した。後継には、自社さ政権の第1次橋本内閣で環境庁長官を務めた岩垂寿喜男。